# О’Каллаган, Доннча
Доннча Финтан О’Каллаган (англ. Donncha Fintan O'Callaghan, родился 24 марта 1979 в Корке) — ирландский профессиональный регбист, выступавший на позиции лока. Бо́льшую часть карьеры провёл в «Манстере», где стал рекордсменом клуба по количеству проведённых матчей, после играл за английский клуб «Вустер». Кроме того, вызывался в составы сборной Ирландии, «Британских и ирландских львов» и «Барбарианс».

## Ранние годы
Доннча родился и вырос в спортивной семье. Его старший брат, Олтан О’Каллаган, сыграл за «Манстер» 5 матчей в 1996—1999 годах, ныне работает в структуре клуба, а двоюродный брат, Джордж О’Каллаган, бывший профессиональный футболист, выступавший за английские и ирландские клубы низших дивизионов, самый известный из которых — «Ипсвич Таун». Доннча начал играть в регби за молодёжную команду местного клуба «Хайфилд». После этого поступил в Кристиан Бразерс Колледж, за регбийную команду которого в 1998 году выиграл чемпионат провинции среди школ. Позже, уже дебютировав за «Манстер», выступал за любительский «Корк Конститьюшн», где с 2000 по 2002 год был капитаном команды.

## Клубная карьера

### «Манстер»

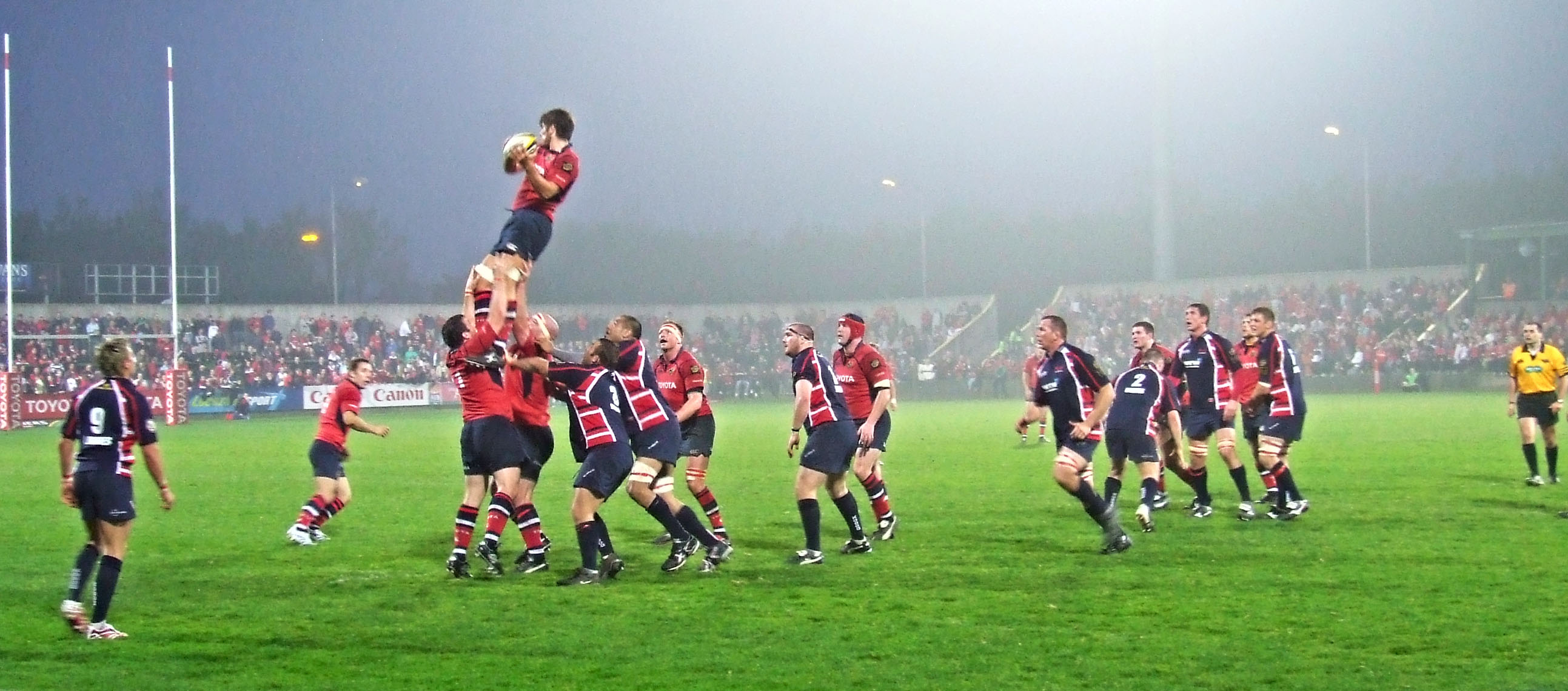
Доннча О’Каллаган выигрывает коридор, 14 апреля 2007 года.

Доннча О’Каллаган дебютировал за клуб 4 сентября 1998 года, выйдя в основном составе на матч против «Ольстера» в Межпровинциальном чемпионате. В том же сезоне сделал и еврокубковый дебют в матче Кубка Хейнекен с «Перпиньяном», проигранном со счётом 41:24. Первую попытку занёс спустя три года в игре с «Кайрфилли». Постоянным игроком основного состава О’Каллаган стал лишь в сезоне 2002/03, в котором вышел на поле 14 раз, в том числе и в финале против «Нита», закончившегося победой ирландцев со счётом 37:17. Спустя два года стал обладателем Кельтского кубка после победы над «Лланелли Скарлетс» 27:16.
В Кубке Хейнекен 2005/06 О’Каллаган внёс большой вклад в триумф команды. Игрок вышел на поле во всех матчах турнира, в том числе и в победной финальной игре с «Биаррицем» на «Миллениуме». Кроме того, занёс попытку в матче группового этапа против «Кастра». В следующем розыгрыше Кубка Хейнекен Доннча приземлил по попытке в двух матчах подряд: первую «Лестер Тайгерс» в 50-метровом сольном прорыве, а вторую «Бургуэн-Жальё». В следующих двух сезонах О’Каллаган выиграл ещё два титула — второй Кубок Хейнекен и Кельтскую лигу 2008/09.
В 2010 году регбист подписал новый трёхлетний контракт с Ирландским регбийным союзом и «Манстером», к тому моменту сыграв за «Красную армию» уже 172 матча. В сезоне 2010/11 О’Каллаган стал трёхкратным победителем Кельтской лиги, выйдя в финальном матче против «Ленстера», где получил жёлтую карточку. 14 апреля 2012 года Доннча присоединился к «Клубу 200», проведя за «Красную армию» двухсотый матч в карьере, а спустя два сезона, 15 февраля 2014 года, обогнал по количеству матчей Ронана О’Гара и стал рекордсменом клуба по этому показателю. В том же году регбист получил награду за общественную деятельность от Ирландской ассоциации игроков в регби-15.

### «Вустер»
3 сентября 2015 года, после 17 сезонов и 268 матчей за «Манстер», игрок подписал двухлетний контракт с английским клубом «Вустер», искавшем усиления после возвращения в Премьер-лигу. По словам регбиста, он был вынужден покинуть клуб из-за желания продлить свою карьеру на высшем уровне и ощущения, что больше не соответствует высоким требованиям игрока «Манстера». О’Каллаган дебютировал за новую команду в первом же матче сезона против «Нортгемптон Сэйнтс», который был выиграл со счётом 13:12. В игре с «Лестер Тайгерс» два месяца спустя регбист получил свою первую в карьере красную карточку, а встреча закончилась поражением 20:29. О’Каллаган был признан лучшим игроком сезона по версии болельщиков.
В сезоне 2016/17 О’Каллаган вновь подтвердил репутацию крайне выносливого игрока. Регбист сыграл в 20 матчах, а в середине сезона стал капитаном — он впервые вывел команду на поле в матче Кубка вызова против «Енисея-СТМ». В апреле 2017 года Доннча продлил контракт ещё на год. По результатам сезона ирландец вновь был признан болельщиками игроком года, а летом получил постоянный статус капитана команды.
Осенью 2017 года стало известно, что в по окончании сезона О’Каллаган планирует завершить карьеру игрока. Сезон для «Воинов» был довольно неудачным, перед предпоследней игрой регулярной части команда шла на предпоследней строчке турнирной таблицы и её судьба перед следующим сезоном была не предопределена — чтобы обезопасить свою позицию от вылета в Чемпионшип, вустерцам было необходимо обыгрывать «Харлекуинс». Именно этот матч был выбран в качестве последнего в карьере для регбиста, в нём он также должен был в последний раз вывести команду на поле в качестве капитана. «Вустер» одержал победу со счётом 43:13, а О’Каллаган покинул поле под овации стадиона.

## Международная карьера

### Сборная Ирландии

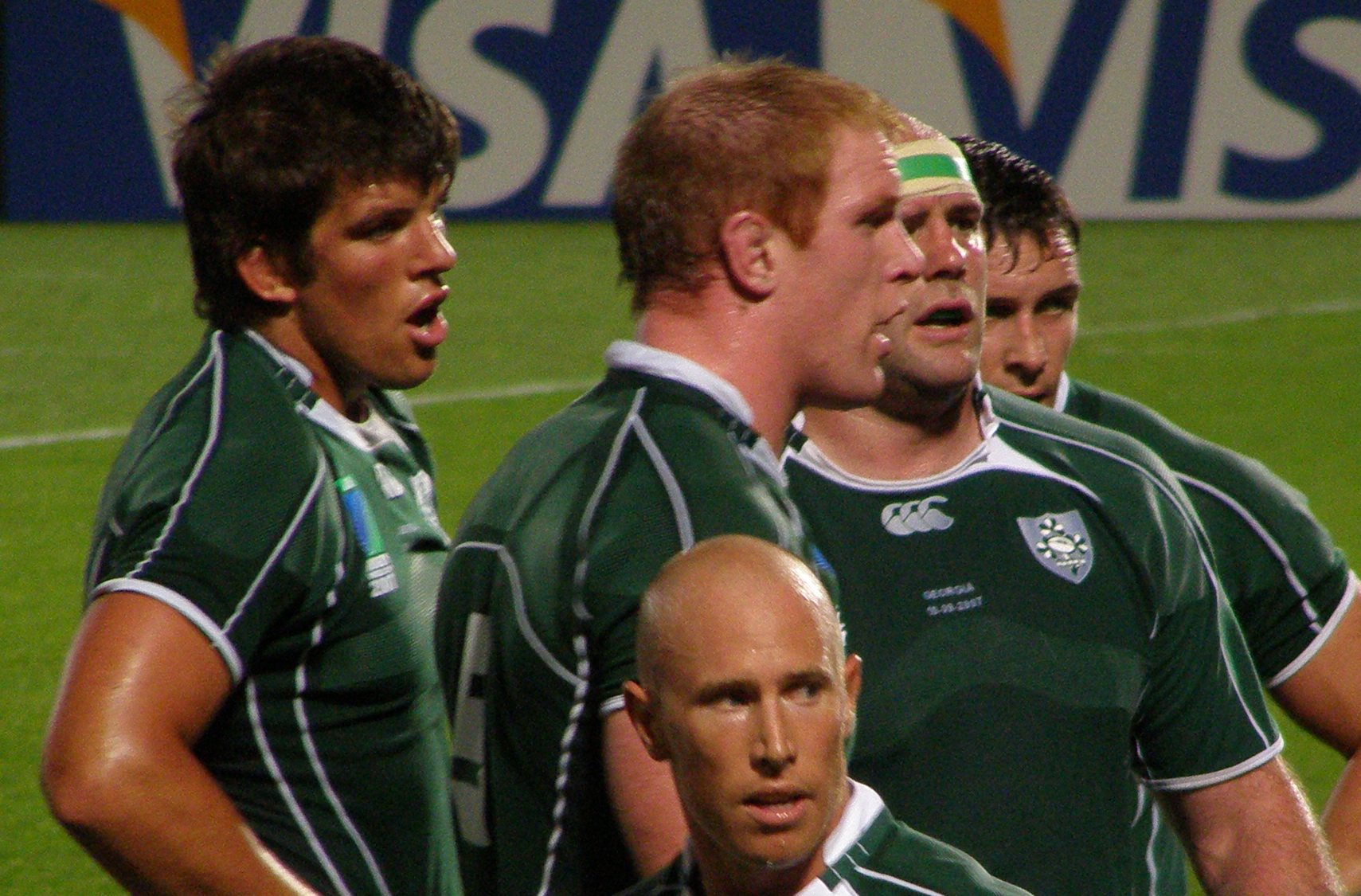
Игроки сборной Ирландии в матче против Грузии, Доннча О’Каллаган крайний слева. 14 сентября 2007 года.

После успеха на провинциальном уровне в 1998 году О’Каллаган был вызван в юношескую сборную Ирландии на чемпионат мира среди игроков до 19 лет, который был выигран ирландской молодёжью в финале против аргентинцев (18:3). Помимо Доннчи в том составе собрались и несколько других представителей золотого поколения — Брайан О’Дрисколл и Падди Уоллес, а руководил командой Деклан Кидни, спустя 10 лет взошедший на тренерский мостик главной сборной. В 2002—2003 годах сыграл 7 матчей за «Айрланд Вулфхаундс», команду кандидатов в первую сборную Ирландии.
За сборную Ирландии дебютировал 22 марта 2003 года, выйдя на замену в матче против сборной Уэльса в рамках Кубка шести наций. В сентябре того же года был вызван в состав сборной на чемпионат мира. На турнире регбист сыграл группового этапа — с Румынией (победа 45:17) и Австралией (поражение 17:16). В 2004 году выиграл первую с 1985 года Тройную корону ирландской сборной. Свою первую и единственную попытку за сборную занёс в матче против сборной Франции 11 февраля 2006 года. В 2006 и 2007 годах вместе со сборной вновь выигрывает Тройную корону.
В 2007 году был вызван на второй в своей карьере чемпионат мира. На турнире, закончившемся разочаровывающим невыходом ирландцев из группы, провёл все четыре матча сборной: против Намибии (32:17), Грузии (14:10), Франции (25:3) и Аргентины (15:30). В 2009 году поучаствовал в первом за 61 год выигрыше большого шлема, в том числе и в решающей победе над Уэльсом.
В 2011 году был вызван на третий подряд чемпионат мира. Турнир вышел лучше предыдущего мирового первенства — ирландцы впервые в своей истории заняли первое место в группе, выиграв всех своих соперников, в том числе и будущего бронзового призёра сборную Австралии, но традиционно оступились в четвертьфинале, где проиграли валлийцам. О’Каллаган сыграл все пять матчей, четыре из которых со своим бессменным партнёром по второй линии в клубе и сборной Полом О’Коннеллом.

### «Британские и ирландские львы»
О’Каллаган был впервые вызван в состав «Британских и ирландских львов» в 2005 году перед турне по Новой Зеландии. Дебютировал 23 мая в матче против сборной Аргентины, закончившемся ничьей 25:25. Регбист ещё дважды выходил на поле в тестовых встречах против Сборной Новой Зеландии: 2 июля (поражение 48:18) и 9 июля (поражение 39:19). В обоих случаях его партнёром во второй линии был Пол О’Коннелл. Кроме того, Доннча сыграл четыре матча против сборных новозеландских провинций.
Регбист был приглашён в состав и на следующее турне «Львов», которое прошло в ЮАР. Тем летом О’Каллаган сыграл за команду пять матчей, в том числе вышел на замену в тестовом против сборной ЮАР.

### «Барбариан»
Доннча О’Каллаган сыграл за «Барбарианс» лишь однажды — 1 июня 2014 года в матче против сборной Англии, окончившемся победой со счётом 29:39.

## Стиль игры и характер
На протяжении практически всей карьеры в «Манстере» и сборной Ирландии основным партнёром О’Каллагана по второй линии был Пол О’Коннелл. Пол играл в агрессивном стиле, прорывал оборону соперника и выигрывал метры для более быстрых игроков, а также был лидером в раздевалке. Доннча же больше нацелен на командную игру в обороне и выполнение тяжёлой черновой работы нападающих, за что получил среди манстерских болельщиков прозвище «Стаханов». Среди сильных сторон О’Каллагана также отмечается его превосходство при розыгрышах коридоров, в частности, на позиции второго в линии. Кроме того, по признанию партнёров по клубу и сборной, Доннча — главный весельчак в команде. По словам регбиста это не означает, что он легкомысленно относится к тренировкам или обязанностям на поле.

## Достижения
| Кубок шести наций - Победитель: 2009 (большой шлем); - Тройная корона (3): 2004, 2006, 2007. Кубок европейских чемпионов - Победитель (2): 2005/06, 2007/08 Кельтская лига/Про12 - Победитель (3): 2002/03, 2008/09, 2010/11; - Финалист: 2004/05. Кельтский кубок - Победитель: 2004/05. | - Награда Ирландской ассоциации игроков в регби-15 за общественную деятельность; - Наибольшее число матчей в составе «Манстера» (268); - EPCR Elite Award за 50 матчей в еврокубках (97); - Игрок сезона 2015/16 в «Вустере» по версии болельщиков. - Игрок сезона 2016/17 в «Вустере» по версии болельщиков. |

## Личная жизнь
С 2009 года Доннча женат на Дженнифер Харт, у пары четверо детей: сын Джейк и три дочери — Софи, Анна и Робин. В 2009 году О’Каллаган стал послом доброй воли ЮНИСЕФ, за эти годы он посетил Зимбабве, Гаити, Нигерию, ЮАР и Ливан. В 2011 году регбист выпустил свой автобиографию, получившую название Joking Apart: My Autobiography.